# 유벽강 (하간문왕)
하간문왕 유벽강(河間文王 劉辟強, ? ~ 기원전 166년)은 중국 전한의 황족·제후왕으로, 초대 하간왕이며 시호는 문(文)이다. 전한 고제의 손자며 조유왕 유우의 아들이다.

## 생애
문제 2년(기원전 178년), 황자들로 제후왕을 세우도록 청이 들어오자, 유벽강은 주허후 유장, 동모후 유흥거와 함께 공이 있다 하여 경제의 황자들과 함께 왕에 봉해졌다. 봉국은 형 조왕 유수의 조나라에서 분할한 하간나라다. 서울은 악성(樂成)에 두었다.
재위 13년 만인 기원전 166년에 죽어 아들 유복이 뒤를 이었다.